# Deidentifikacija
Deidentifikacija je proces koji se koristi da se spreči otkrivanje nečijeg ličnog identiteta. Na primer, podaci proizvedeni tokom istraživanja ljudi mogu biti deidentifikovani da bi se sačuvala privatnost učesnika istraživanja. Biološki podaci mogu biti deidentifikovani kako bi se uskladili sa HIPAA propisima koji definišu i propisuju zakone o privatnosti pacijenata.
Kada se primeni na metapodatke ili opšte podatke o identifikaciji, proces je poznat i kao anonimizacija podataka. Uobičajene strategije uključuju brisanje ili maskiranje ličnih identifikatora, kao što je lično ime, i potiskivanje ili generalizovanje kvazi-identifikatora, kao što je datum rođenja. Obrnuti proces korišćenja deidentifikovanih podataka za identifikaciju pojedinaca poznat je kao ponovna identifikacija podataka. Uspešne ponovne identifikacije dovode u sumnju efikasnost deidentifikacije. Sistematski pregled četrnaest različitih napada ponovne identifikacije otkrio je „visoku stopu ponovne identifikacije […] kojom dominiraju male studije o podacima koji nisu deidentifikovani prema postojećim standardima“.
Deidentifikacija je usvojena kao jedan od glavnih pristupa zaštiti privatnosti podataka. Obično se koristi u oblastima komunikacija, multimedije, biometrije, velikih podataka, računarstva u oblaku, rudarenja podataka, interneta, društvenih mreža i audio-video nadzora.

## Literatura
- Simson L. Garfinkel (2015-12-16). „NISTIR 8053, De-Identification of Personal Information” (PDF). NIST. Приступљено 2016-01-03.
- Ohm, Paul (2010). „Broken Promises of Privacy: Responding to the Surprising Failure of Anonymization” (PDF). UCLA Law Review. 57: 1701–77.[мртва веза]
- Padilla-López, José Ramón; Chaaraoui, Alexandros Andre; Flórez-Revuelta, Francisco (јун 2015). „Visual privacy protection methods: A survey” (PDF). Expert Systems with Applications. 42 (9): 4177—4195. S2CID 6794899. doi:10.1016/j.eswa.2015.01.041. hdl:10045/44523 .
- Chaaraoui, Alexandros; Padilla-López, José; Ferrández-Pastor, Francisco; Nieto-Hidalgo, Mario; Flórez-Revuelta, Francisco (20. 5. 2014). „A Vision-Based System for Intelligent Monitoring: Human Behaviour Analysis and Privacy by Context”. Sensors. 14 (5): 8895—8925. Bibcode:2014Senso..14.8895C. PMC 4063058 . PMID 24854209. doi:10.3390/s140508895 .

## Spoljašnje veze
- A training series Архивирано 2015-11-13 на сајту  on United States government de-identification standards
- Guidance Regarding Methods for De-identification of Protected Health Information Архивирано 2015-12-10 на сајту